# Dyamasandra, Nagamangala
Dyamasandra là một làng thuộc tehsil Nagamangala, huyện Mandya, bang Karnataka, Ấn Độ.